# Хуан Хосе Торрес
Хуан Хосе Торрес Гонсалес (ісп. Juan José Torres González, 5 березня 1920 — 2 червня 1976) — болівійський військовий та політичний діяч, президент країни у 1970—1971 роках. Був викрадений та вбитий 1 червня 1976 року в провінції Буенос-Айрес аргентинським «Ескадроном смерті».